# Kodeks Hipacki
Kodeks Hipacki (z ros. Kodeks Ipatiewski) – jeden ze średniowiecznych zwodów (kodeksów) latopisarskich, powstałych na Rusi.
Pochodzi z początku XV w. (ścisła data nie jest znana), był sporządzony prawdopodobnie w Pskowie, ale stanowił kopię niezachowanego zwodu południoworuskiego z końca XIII w.
Swoją nazwę zawdzięcza miejscu znalezienia – Nikołaj Karamzin odnalazł wersję z XV w. w klasztorze św. Hipacego pod Kostromą. Z języka rosyjskiego nazywa się go również Ipatiewskim. 
W Kodeksie Hipackim zawarte są następujące kroniki staroruskie:
- Powieść minionych lat doprowadzona do 1117 r. (III. redakcja Powieści)
- Kijowski zbiór XII w. (Latopis kijowski) – opis zdarzeń z lat 1118–1199 r.
- tzw. Latopis Halicko-Wołyński doprowadzony do 1292 r. (wydarzenia lat 1201–1292[2]).